# Xã Galena, Quận Martin, Minnesota
Xã Galena (tiếng Anh: Galena Township) là một xã thuộc quận Martin, tiểu bang Minnesota, Hoa Kỳ. Năm 2010, dân số của xã này là 248 người.